# Драч, Иван Фёдорович
Ива́н Фёдорович Драч (укр. Іван Федорович Драч; 17 октября 1936, Тележинцы, Киевская область — 19 июня 2018, Киев) — украинский прозаик, поэт и сценарист, эссеист, критик времён советской эпохи. Член КПСС (1959—1990). Был номинирован на Нобелевскую премию по литературе (1967; 1969). Герой Украины (2006).

## Биография
После окончания школы Иван Драч преподавал русский язык в школе, был активным комсомольцем, работал инструктором Тетиевского райкома ЛКСМУ по деятельности МТС.
После службы в армии (1956—1958) окончил КГУ имени Т. Г. Шевченко (1962).
Затем поступил на Высшие курсы киносценаристов и кинорежиссёров при Госкино СССР в Москве (1962—1964). В это же время Иван Драч написал свои первые стихи, некоторые из них содержали критику советской власти.
К тому же времени относятся первые контакты Ивана Драча с украинскими диссидентами. Однако после их окончательного разгрома советской властью в июле 1966 года Иван Драч написал покаянное письмо, в котором говорилось о том, что он раскаивается в своих связях с диссидентами. После этого отношения Ивана Драча и официальных властей были более гладкими.
Иван Драч работал в газетах «Літературна Україна» и «Батьківщина», а также на киевской киностудии им. А. П. Довженко.
После начала Перестройки Драч вновь начал вращаться в диссидентских кругах. Вместе с Вячеславом Черноволом, Михаилом Горынем и другими видными украинскими диссидентами Иван Драч создал в 1989 году Народный рух Украины (НРУ) — первую официальную украинскую антисоветскую организацию.
Иван Драч был первым председателем НРУ — с 8 сентября 1989 года по 28 февраля 1992 года.
С 28 февраля по 4 декабря 1992 года он был сопредседателем НРУ вместе с Вячеславом Чорноволом и Михаилом Горынем.
Весной 1990 года Иван Драч был избран депутатом Верховного совета УССР от Артёмовского (№ 259) избирательного округа. За него отдали свои голоса 66,38 % избирателей.
Как заявил в интервью «Российской газете» (2 декабря 2005 года) первый президент Украины Леонид Кравчук, именно Иван Драч предложил внести в текст проекта Декларации о суверенитете Украины тезис о нейтральном статусе страны.
Ему же принадлежит высказывание: «Еврей в Украине должен жить лучше, чем в Израиле, русский в Украине должен жить лучше, чем в России».
Уйдя с высоких постов в НРУ в конце 1992 года, Иван Драч окончательно удалился от политики в 1994 году и в Верховную раду не прошёл.
На прошедших 29 марта 1998 года выборах в Верховную раду член НРУ Иван Драч баллотировался в депутаты от Тернопольского (№ 167) избирательного округа и по результатам голосования (21,04 % голосов избирателей) он во второй раз был избран в парламент.
На парламентских выборах 31 марта 2002 года Иван Драч выступал в списке «Нашей Украины» под номером 31. Таким образом, он в третий раз стал депутатом.
После долгих разногласий с партийным руководством НРУ Иван Драч в марте 2005 года покинул эту партию и вступил в Украинскую народную партию Юрия Костенко.
В парламентских выборах 26 марта 2006 года он участвовал под номером 14 в избирательном списке «Украинского народного блока Костенко и Плюща». Но блок выборы проиграл, и Иван Драч в парламент не прошёл.
С августа 1992 года по 19 мая 2000 года Иван Драч был главой Украинского всемирного координационного совета.
С 1995 года и до конца жизни Драч возглавлял Конгресс украинской интеллигенции.
Умер на 82-м году жизни, утром 19 июня 2018 года после тяжёлой болезни.

## Творчество
Первый сборник стихов И. Драча «Подсолнух» («Соняшник») вышел в 1962 году. Потом появились и другие поэтические книги: «Протуберанцы сердца» (1965), «Баллады будней» (1967), «К истокам» (1972), «Корень и крона» (1974), «Киевское небо» (1976), «Солнечный феникс» (1978), «Американская тетрадь» (1980), «Сабля и платок» («Шабля і хустина», 1981), «Телижинци» (1985), «Храм солнца» (1988), посвященные темам руководящей роли Коммунистической партии, сов. патриотизма, дружбы народов
Художественное слово Драча метафорично, в своем семантическом поле оно соединяет самые глубокие слои памяти народа с трагическими, временами диссонансными, ритмами современности.
Возвышенный космизм и сугубо бытовая «заземленность», художественная условность и резкая очерченность реалистичной детали — именно такие антиномии были присущи художественному мышлению поэта.
Явлением в украинской литературе стали его поэмы «Нож в солнце» (1961), «Смерть Шевченко» (1962), «Чернобыльская мадонна» (1988).
В сборник «К истокам» включены переводы стихов советских и зарубежных поэтов. Здесь же появилось стихотворение «Зелёные врата» («Зелена брама»), которое позже даст название книге, отмеченной Государственной премией СССР (1983).
И. Драч работал во многих направлениях. Он автор киноповестей «Колодец для жаждущих» и «Иду к тебе», «Киевская фантазия на тему дикой розы-шиповника», «Киевский оберег», «Пропавшая грамота».
Также И. Драч активно выступал как литературно-художественный критик.

## Издания на русском языке
Выборочно:
- Протуберанцы сердца. М., 1966
- На дне росы: Стихи. — Авториз. пер. с укр. Л. Смирнова; [Худож. К. Сошинская]. — М.: Мол. гвардия, 1976. — 95 с.: ил.
- Солнечный гром: Стихи. — Пер. с укр. яз. — Худож. Вл. Медведев. — Вступит. статья Ю. Суровцев. — М.: Художественная литература, 1977. — 205 с.; портр.; 10 000 экз.
- Право любить, право ненавидеть…: Драма в стихах в 2 д. / Отв. ред. М. Ефимов ; Бюро распространения драм. произведений и информ.-рекл. материалов ВААП. — Москва: [б. и.], 1978. — 89 л.
- Январская баллада 1924 года. Киев, 1980
- Зелёные врата: Стихи. Пер. с укр. — [Худож. Н. В. Фадеева]. — М.: Сов. писатель, 1980. — 144 с.: ил.
- Зелёные врата: Стихи: Пер. с укр. — М.: Сов. писатель, 1986. — 143 с. (Б-ка произведений, удостоен. Гос. премии СССР)
- Подсолнух: Стихотворения. Пер. с укр. — Вступ. ст. Б. Олейника. — М.: Мол. гвардия, 1983. — 126 с.: ил.
- Звезда и смерть Пабло Неруды: Драм. поэма, или попытка соврем. литературоведения по чилийскому образцу. — Отв. ред. М. Мишаков. — М.: ВААП-Информ, 1983. — 101 л.
- Американская тетрадь: Стихи, драм. поэма. — Авториз. пер. с укр. Ю. Мезенко. — М.: Сов. писатель, 1984. — 183 с.: ил.
- Духовный меч: Литературно-критические статьи и эссе. — Авторизованный перевод с укр. яз. Е. К. Дейч и Л. С. Танюка. — М.: Советский писатель, 1988. — 368 с.; портр.; 5600 экз.
- Слово: [пер. с укр.] — авт. вступ. ст. В. Л. Скуратовский. — Київ: Либiдь, 2009. — 448 с.: портр.; ISBN 978-966-06-0547-3

Собрание сочинений
- Избранные произведения. — Т. 1-2. — М., 1986—1987.

### Другие
- Сборник киноповесть «Иду к тебе» (1970).
- Сборник статей и заметок «Духовный меч» (1983).
- Драч И. Ф., Крымский С. Б., Попович М. В. Григорий Сковорода: Биографическая повесть. — Киев: Молодь, 1984. — 214 с. — (Серия биографических произведений «прославленные имена». Выпуск 60).
- Драч И. Ф., «Политика» (статьи, доклады, выступления, интервью) (1997).

## Награды и премии
- 1976 — Государственная премия УССР имени Т. Г. Шевченко — за сборник стихов «Корень и крона» (1974)
- 1983 — Государственная премия СССР — за сборник стихов «Зелёные врата» (1980)
- 1991 — Премия фонда Антоновичей
- 1996, 16 октября — Орден князя Ярослава Мудрого V степени[7], IV (21 августа 2001)[8] и III (17 октября 2011)[9]
- 2006, 19 августа — Звание Герой Украины «за самоотверженное служение украинскому народу, воплощенное в поэтическом слове и отстаивании идеалов свободы и демократии»[10]
- 2011, 19 августа — Знак отличия Президента Украины — юбилейная медаль «20 лет независимости Украины»[11]
- Орден Трудового Красного Знамени
- Орден «Знак Почёта»
- Почётная Грамота Президиума ВС Грузинской ССР и ВС Литовской ССР

## Семья
Жена — Драч Мария Михайловна (1946), сын — Драч Максим Иванович (1965—2009), дочь — Драч Марьяна Ивановна (1972).